# Tála, Cypern
Tála är en ort i Cypern.   Den ligger i distriktet Eparchía Páfou, i den västra delen av landet, 90 km väster om huvudstaden Nicosia. Tála ligger 289 meter över havet och antalet invånare är 1 655. Den ligger på ön Cypern.
Terrängen runt Tála är kuperad åt nordost, men åt sydväst är den platt. Havet är nära Tála västerut.  Närmaste större samhälle är Pafos, 6,8 km söder om Tála. Trakten runt Tála är i huvudsak tätbebyggd.